# Tempio ossario dei Caduti d'Italia
Il tempio ossario dei Caduti d'Italia è un edificio religioso di Udine.

## Storia
L'edificio fu costruito nel 1931 su progetto degli architetti Alessandro Limongelli e Provino Valle. La cupola in rame  fu opera delle Officine Martini di Udine.

## Esterno
La chiesa domina il  piazzale XXVI Luglio, così denominato in ricordo della data di ingresso delle truppe italiane in Udine nel 1866, al termine della terza guerra d'indipendenza. Al centro del piazzale c'è il  monumento alla Resistenza, progettato dagli architetti Gino Valle e Federico Marconi, con un gruppo scultoreo di Dino Basaldella (1969).
A ridosso della facciata si ergono quattro imponenti statue, raffiguranti un fante, un aviatore, un alpino e un soldato della marina.

## Interno

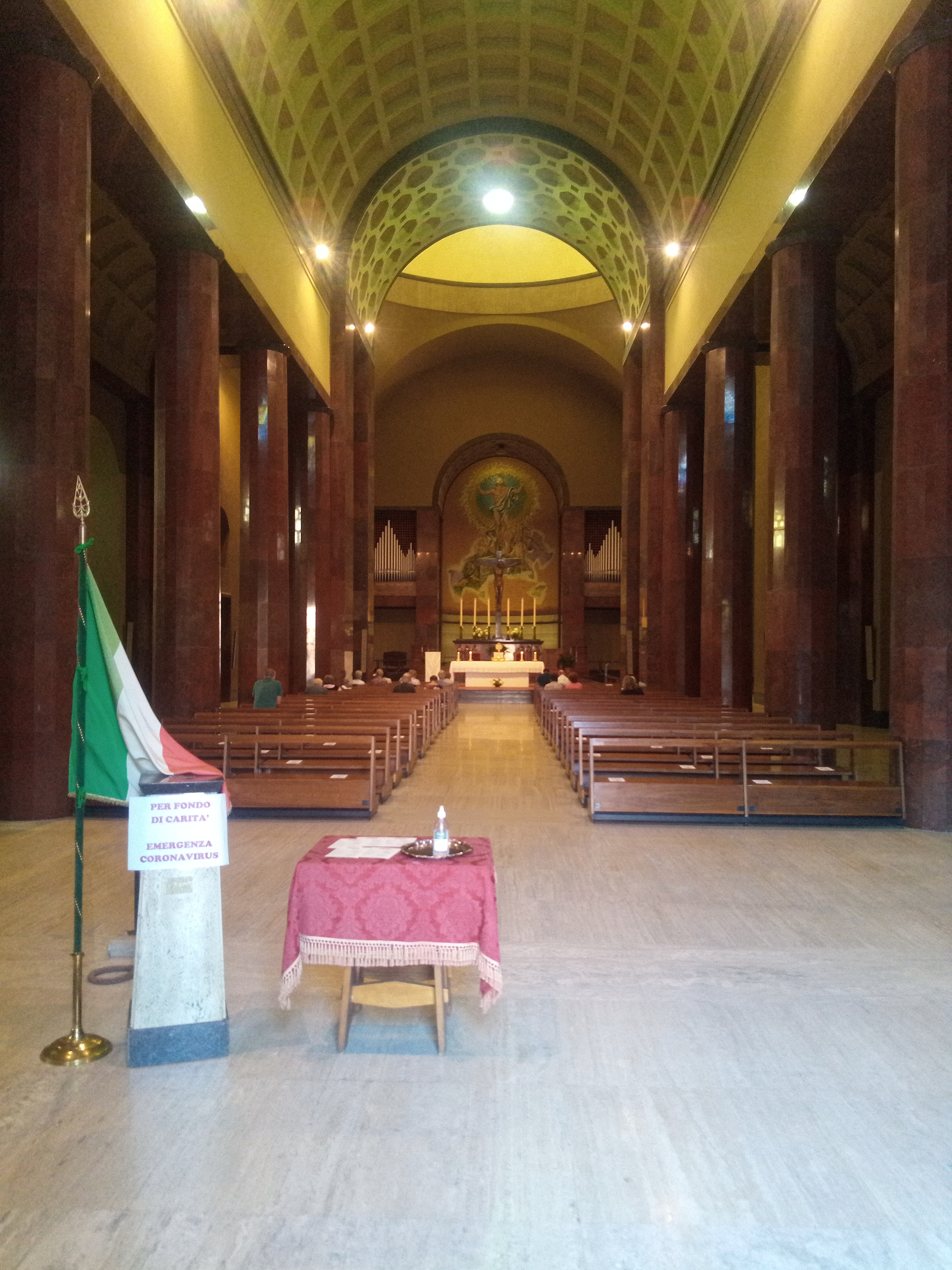
La navata centrale

L'interno, le cui tre navate sono divise da pilastri in granito rosso, è grandioso.  La chiesa ha una vasta cripta, la più grande di tutti i luoghi di culto in Italia; sulle pareti di questa e delle cappelle della chiesa sovrastante sono incisi i nomi dei 25.000 militari italiani sepolti all'interno delle pareti stesse, esumati dai cimiteri di guerra del Friuli.

## Illustri sepolti nel Tempio Ossario

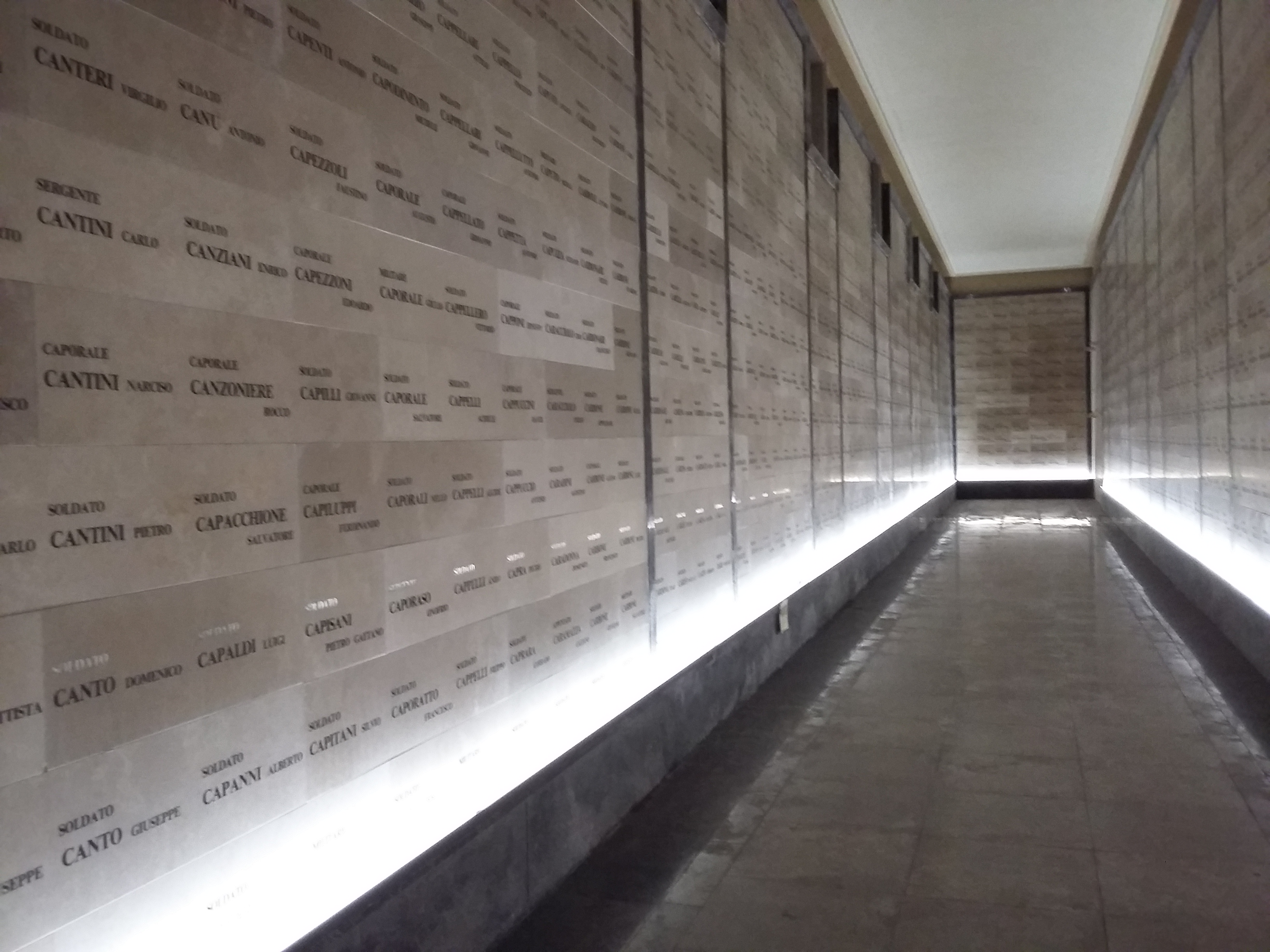
Tombe nei corridoi della cripta

- Sisto Frajria (1888-1917), decorato di tre Medaglie d'argento e due di bronzo al valor militare
- Riccardo Giusto[1] (1895-1915), primo caduto italiano della prima guerra mondiale